# 550525 Sigourneyweaver
550525 Sigourneyweaver è un asteroide della fascia principale. Scoperto nel 2012, presenta un'orbita caratterizzata da un semiasse maggiore pari a 3,1926427 au e da un'eccentricità di 0,2958454, inclinata di 27,39803° rispetto all'eclittica.